# رابرت لولین
 رابرت لولین (انگلیسی: Robert Llewellyn؛ زادهٔ ۱۰ مارس ۱۹۵۶) یک هنرپیشه، و کارگردان اهل بریتانیا است.